# Campionati del mondo di ciclismo su pista 1995
I Campionati del mondo di ciclismo su pista 1995 si svolsero a Bogotà, in Colombia, dal 26 al 30 settembre.

## Medagliere
| Posiz. | Nazione     | Oro | Argento | Bronzo | Totale |
| ------ | ----------- | --- | ------- | ------ | ------ |
| 1      | Francia     | 3   | 2       | 2      | 7      |
| 2      | Australia   | 3   |         | 2      | 5      |
| 3      | Italia      | 2   | 3       | 1      | 6      |
| 4      | Russia      | 1   | 2       |        | 3      |
| 5      | Germania    | 1   | 1       |        | 2      |
| 6      | Stati Uniti | 1   |         | 3      | 4      |
| 7      | Regno Unito | 1   |         |        | 1      |
| 8      | Argentina   |     | 1       |        | 1      |
| 8      | Canada      |     | 1       |        | 1      |
| 8      | Lituania    |     | 1       |        | 1      |
| 8      | Ucraina     |     | 1       |        | 1      |
| 12     | Estonia     |     |         | 1      | 1      |
| 12     | Kazakistan  |     |         | 1      | 1      |
| 12     | Norvegia    |     |         | 1      | 1      |
| 12     | Svizzera    |     |         | 1      | 1      |